# エスファハーン郡
エスファハーン郡（ペルシア語: شهرستان اصفهان）は、イラン、エスファハーン州にある郡である。郡都はエスファハーン。2006年国勢調査によれば、郡の人口は1,963,315人、家族数は543,688である。郡は、中央地区、Jarqavieh Sofla地区、Jarqavieh Olya地区、ジョルゲー地区、ボン・ルド地区、クーパーイエ地区の6つの地区に分けられる。

## References
1. ↑  "Census of the Islamic Republic of Iran, 1385 (2006)". Islamic Republic of Iran. 2011年11月11日時点のオリジナル (Excel)よりアーカイブ。 {{cite web}}: Cite webテンプレートでは|access-date=引数が必須です。 (説明)

- اطلس گیتاشناسی استان‌های ایران [Atlas Gitashenasi Ostanhai Iran] (Gitashenasi Province Atlas of Iran)